# Залавруга
Зала́вруга (вариант — Зала́вруда) — местонахождение наскальных изображений (петроглифов), расположенное на западном берегу Белого моря. Находится в Республике Карелия неподалёку от города Беломорска, на берегу пересохшего протока реки Выг.
Во время нанесения рисунков (поздний неолит, ок. 3—4 тыс. лет до н. э.) указанное место представляло собой гранитный язык шириной около 70 м, протянувшийся от вершины скалистого островка почти на 100 м. Гладкие открытые участки скалы, омываемые волнами, стали использоваться в качестве полотен для изобразительного творчества. Прежде всего заполнялись склоны вдоль уреза воды.
К числу основных сюжетов петроглифов Залавруги относятся изображения оленей и сцен охоты на морского зверя.

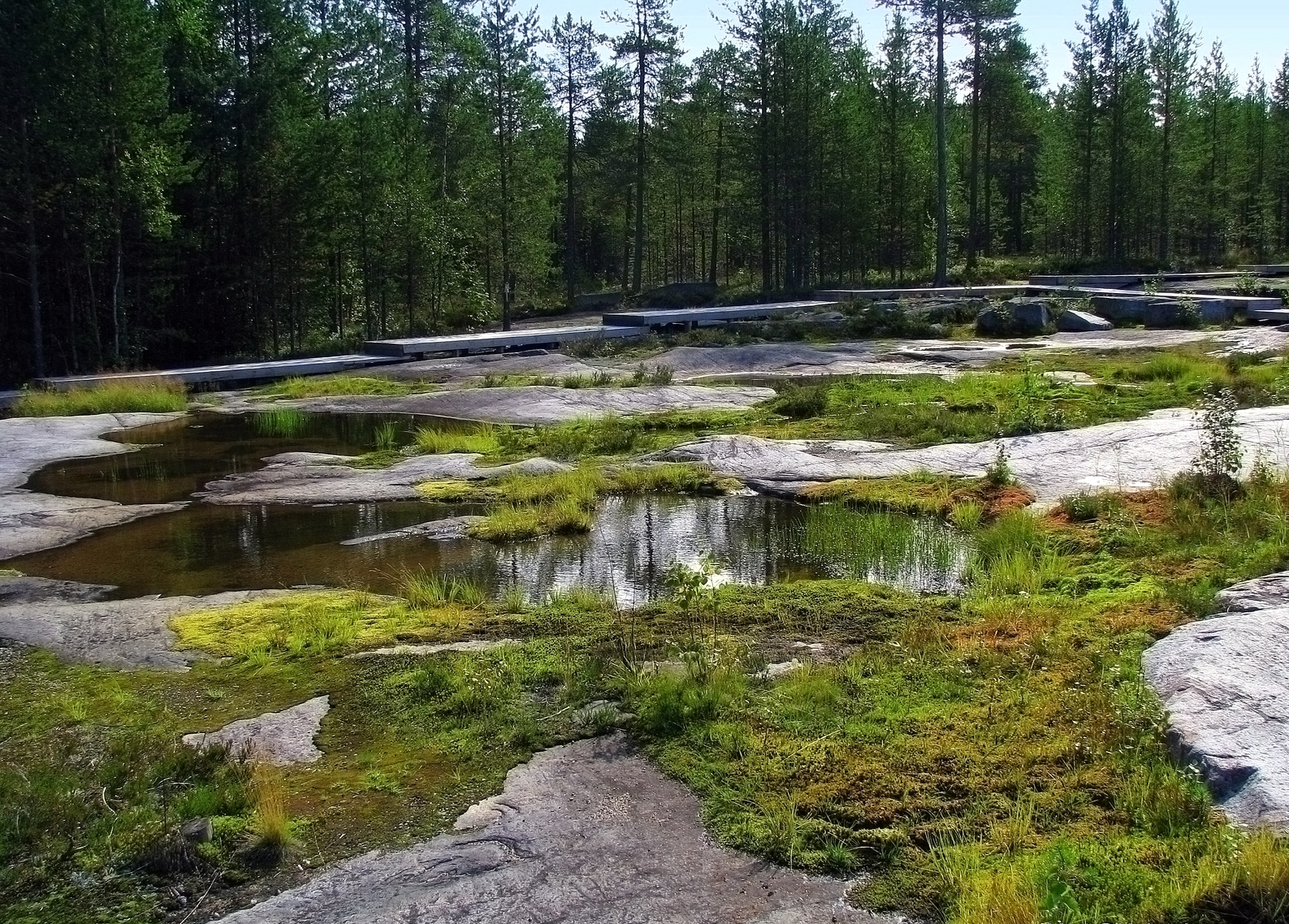
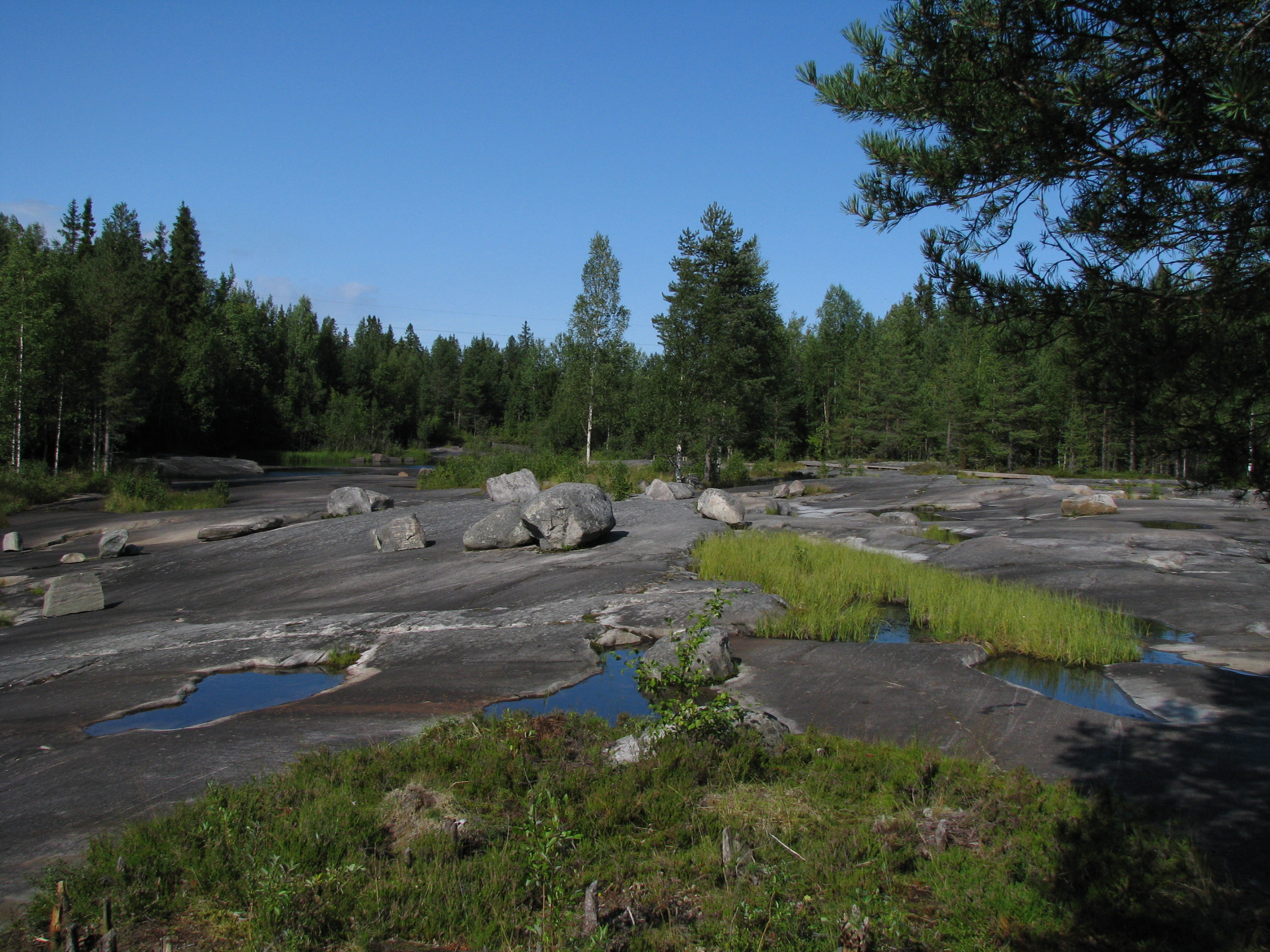
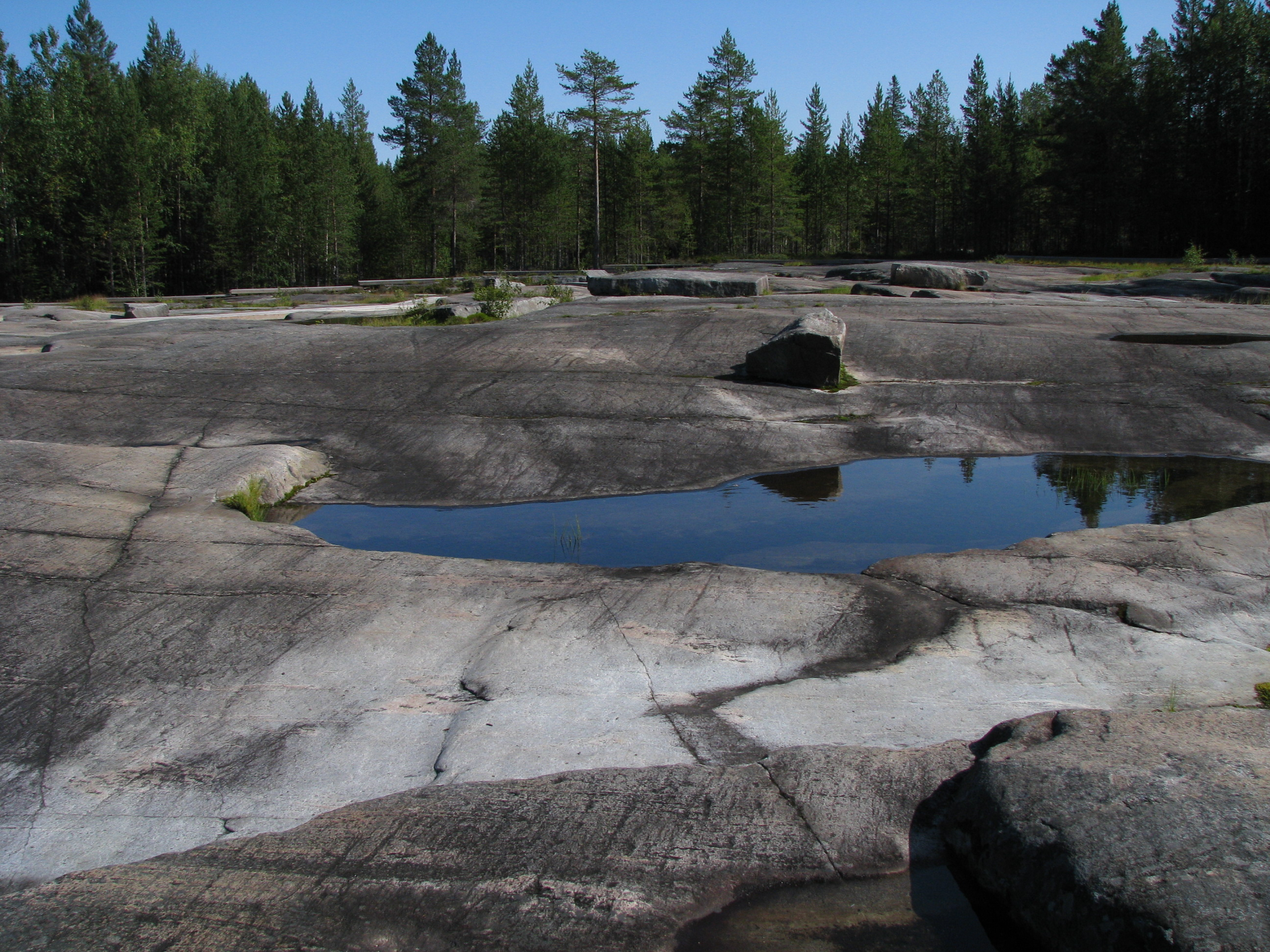
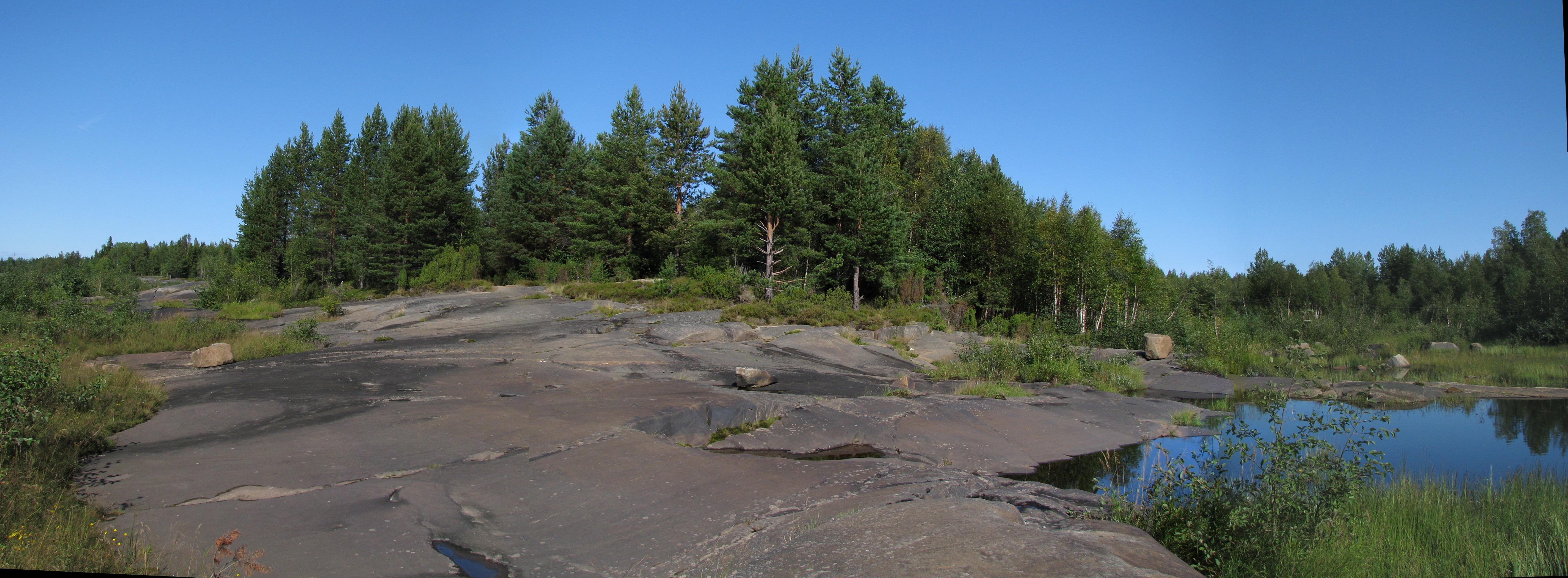
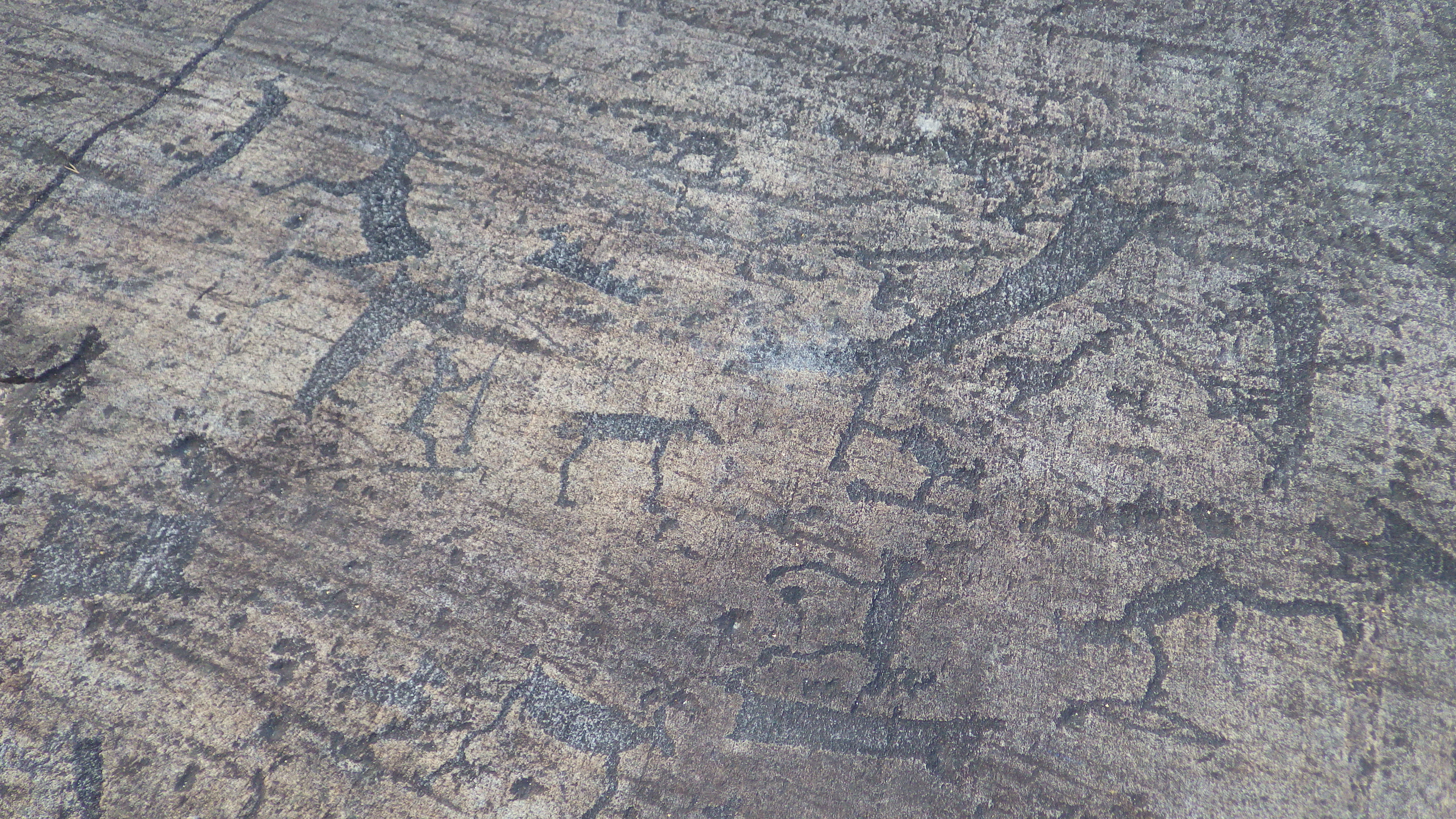
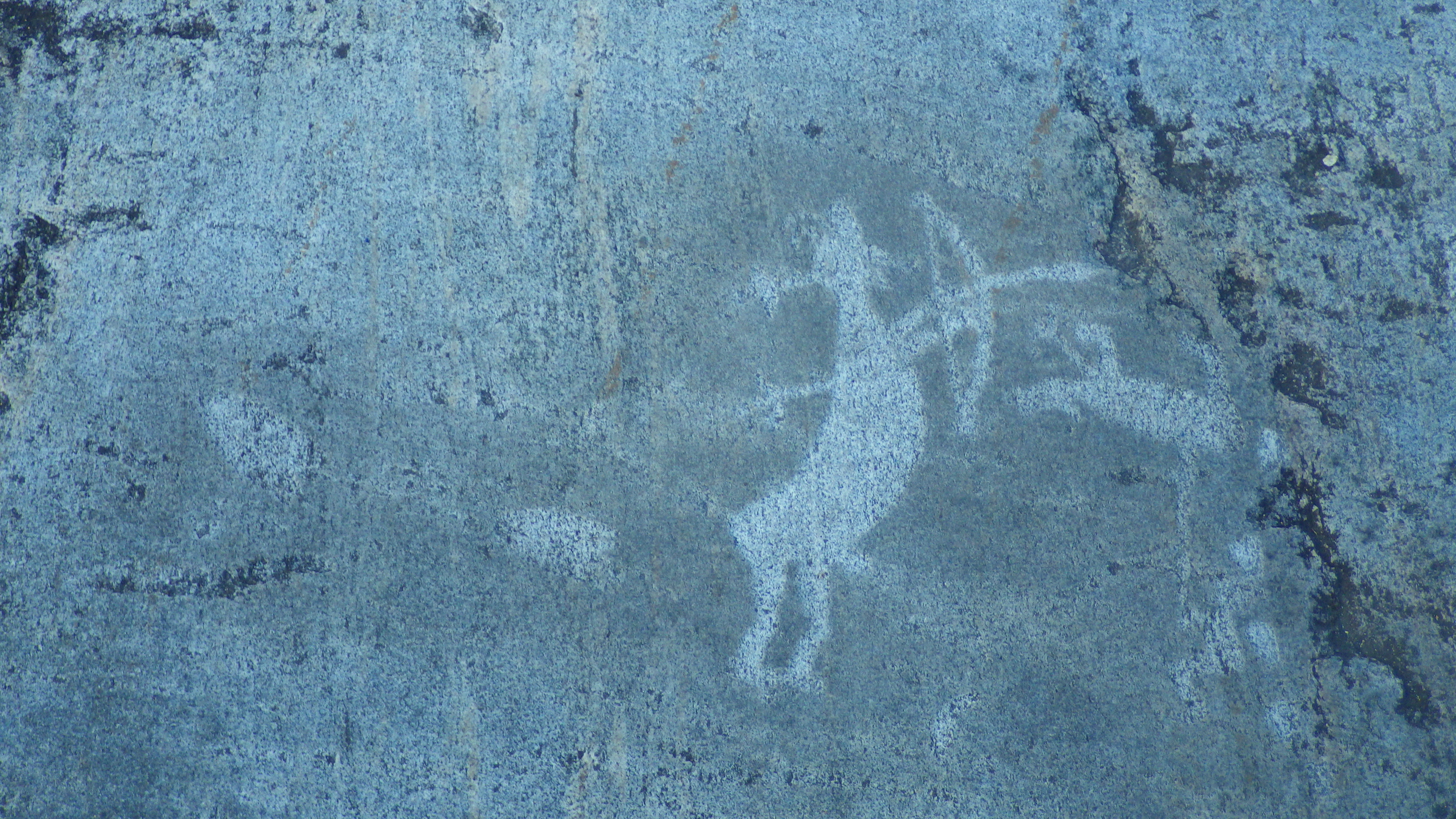
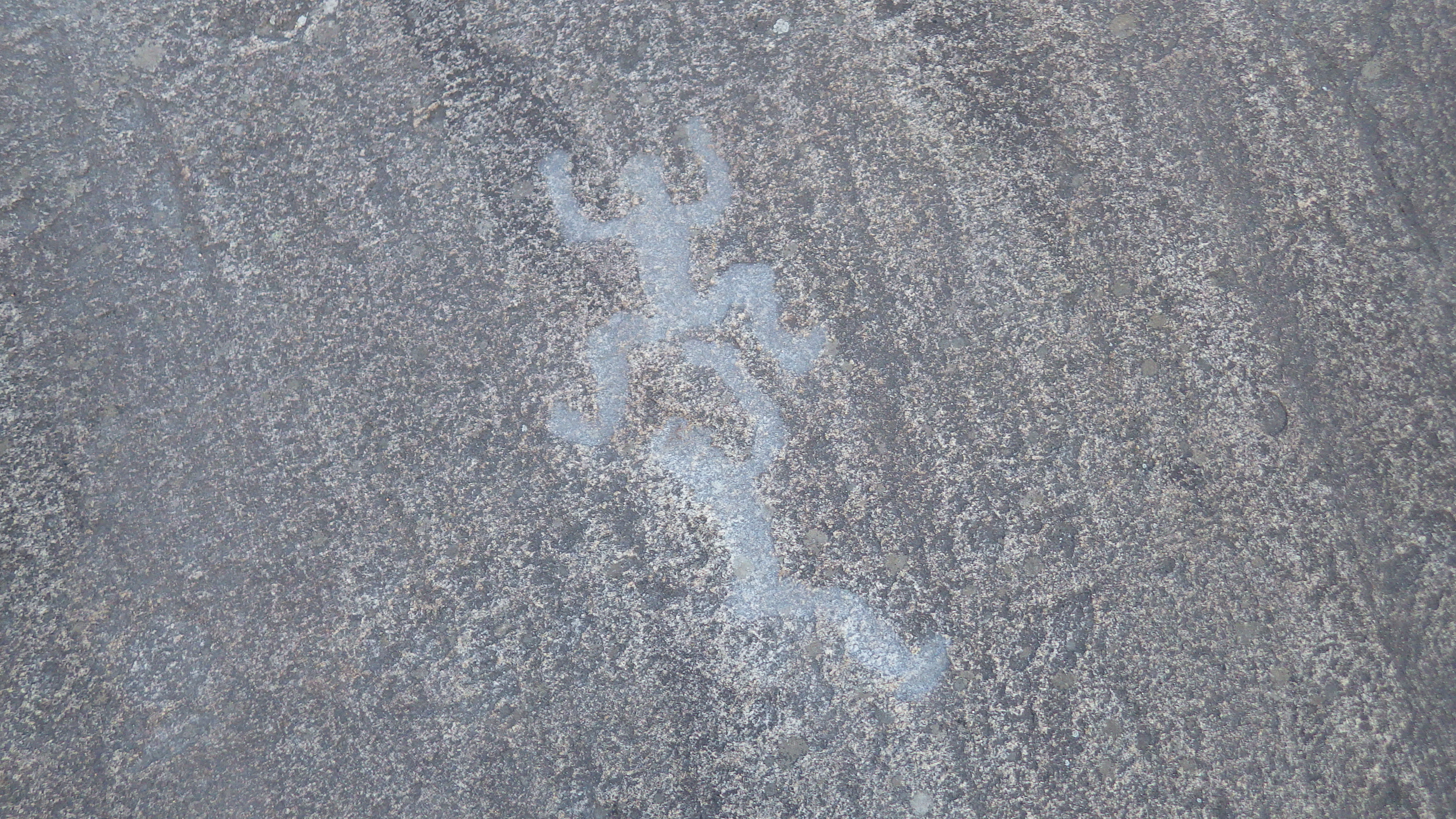
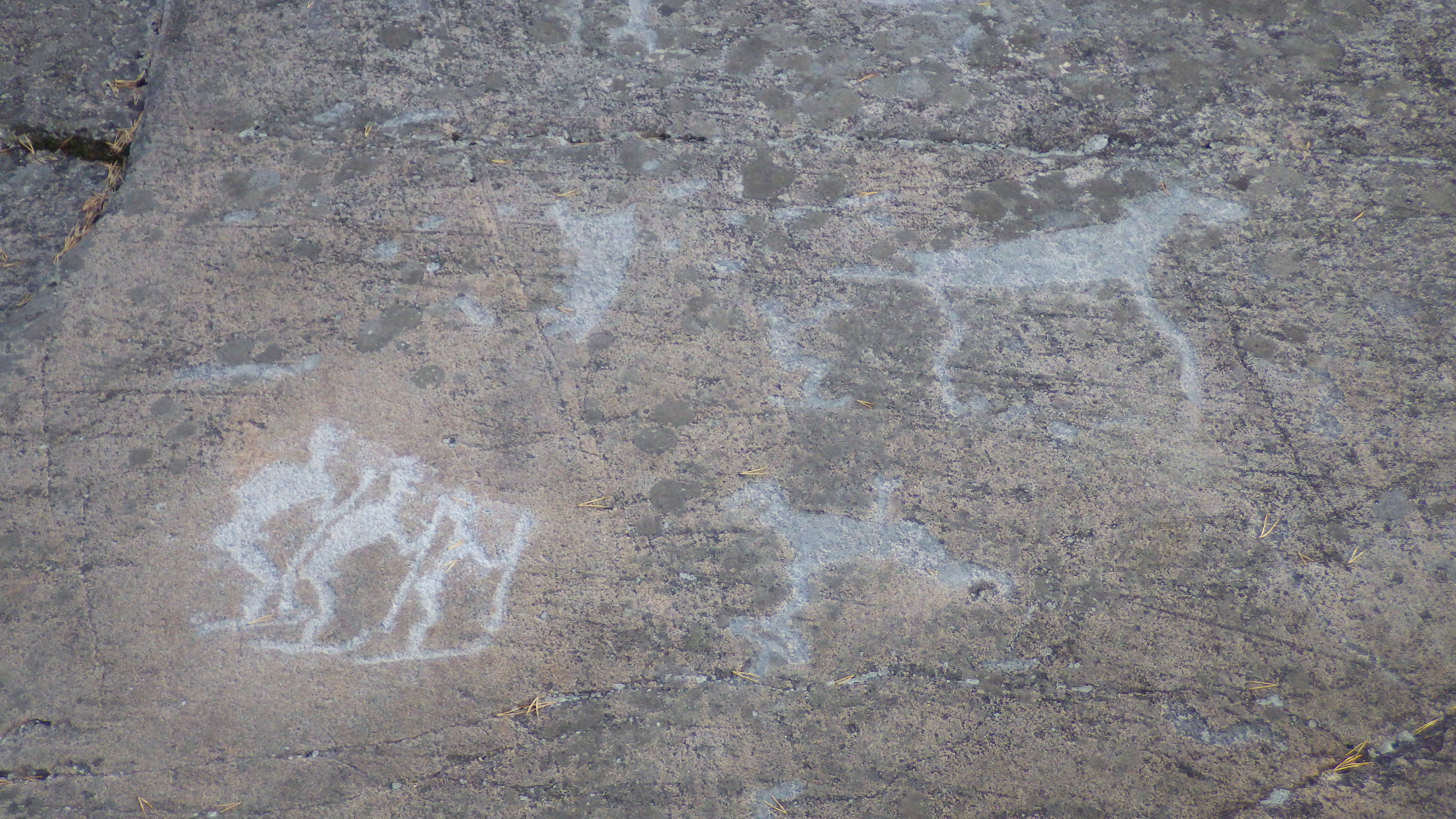
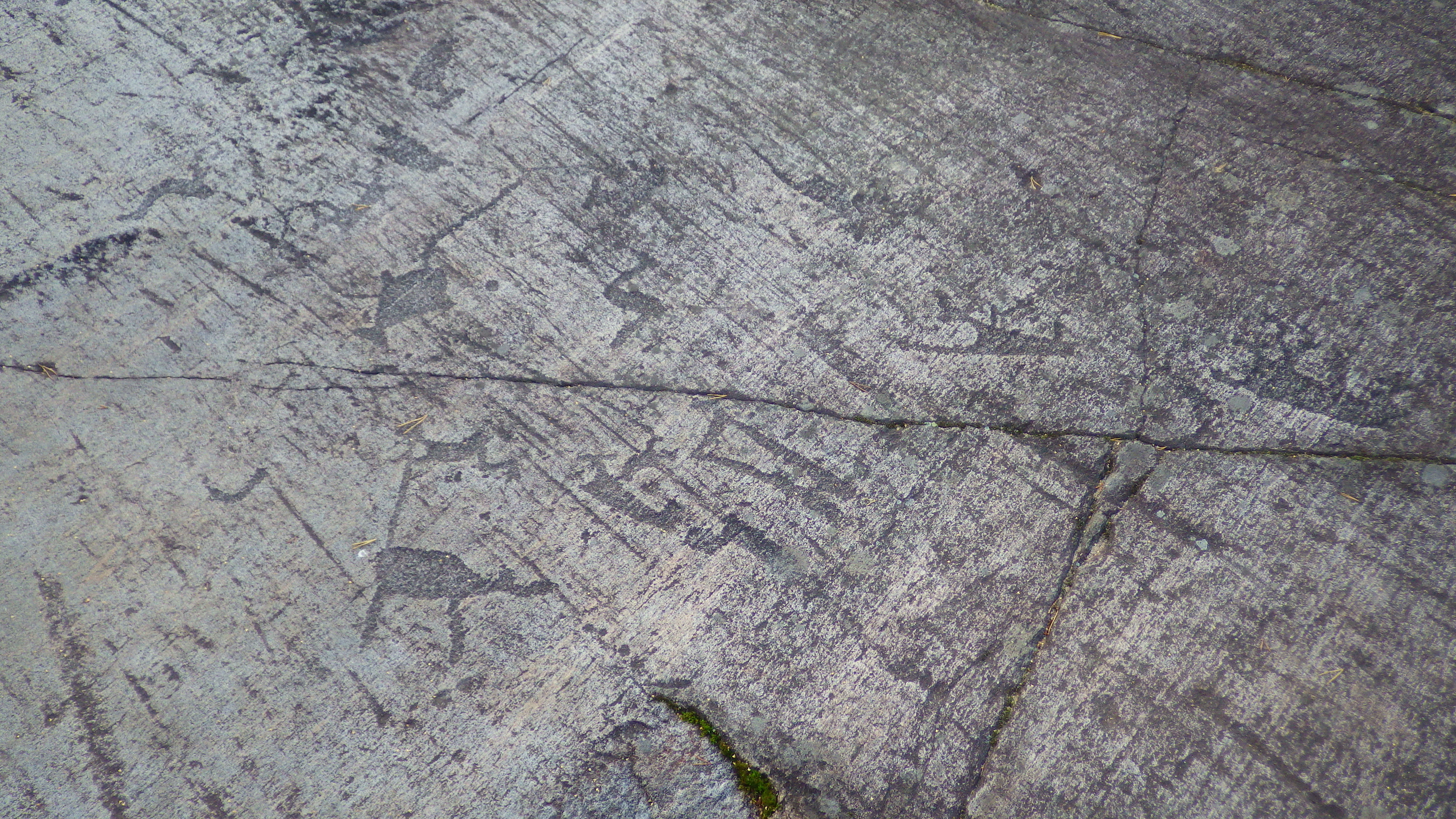
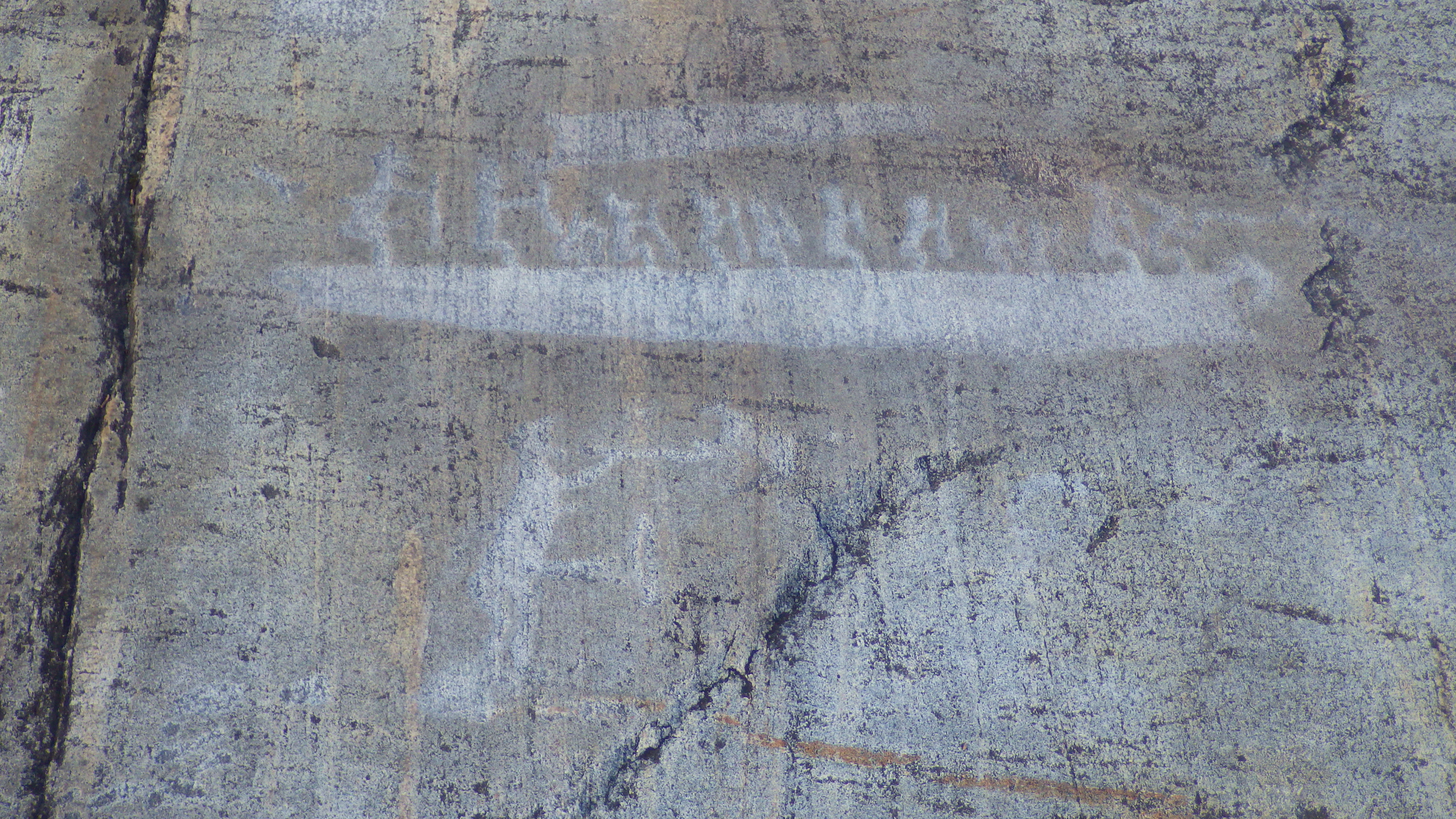
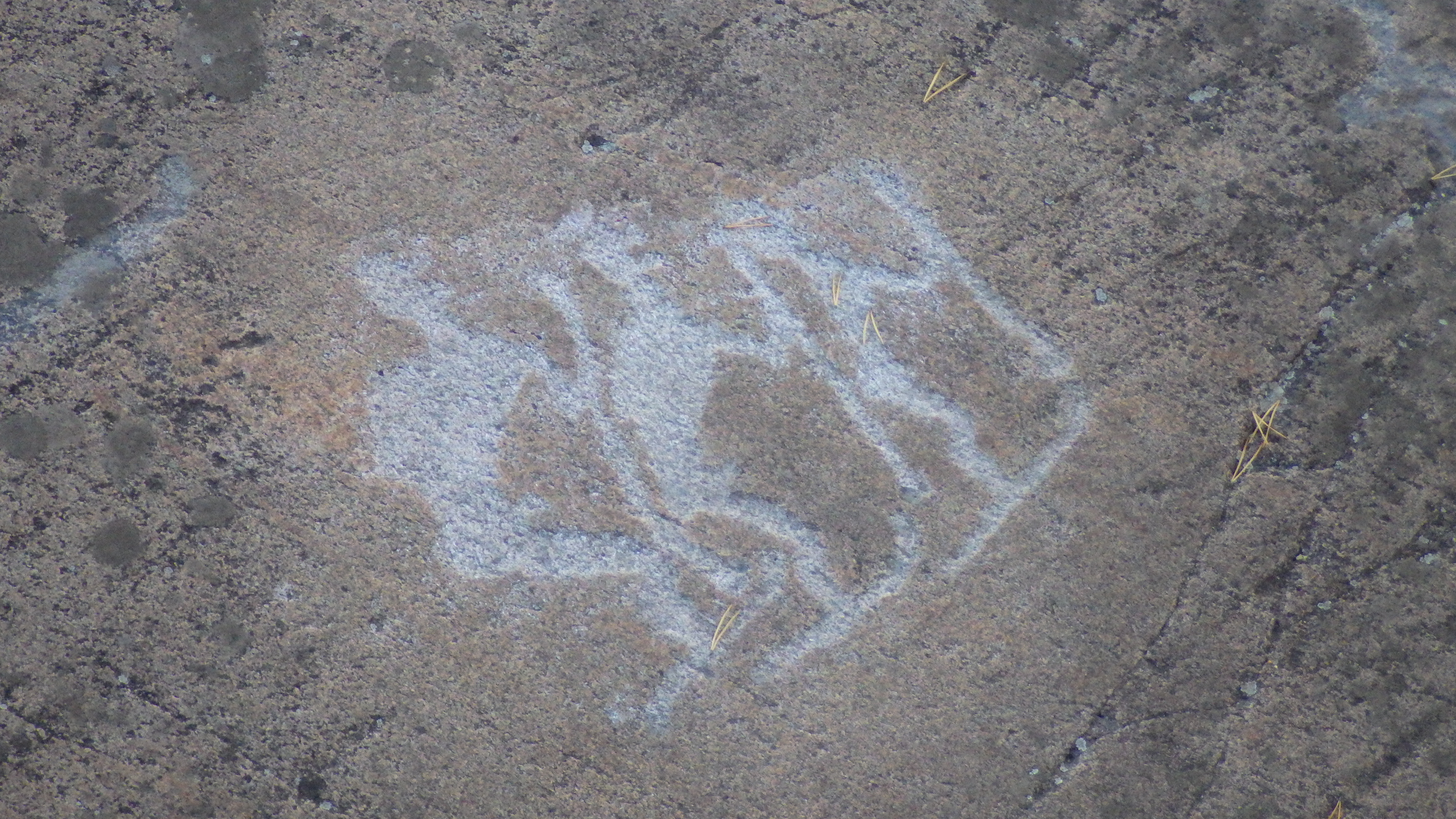
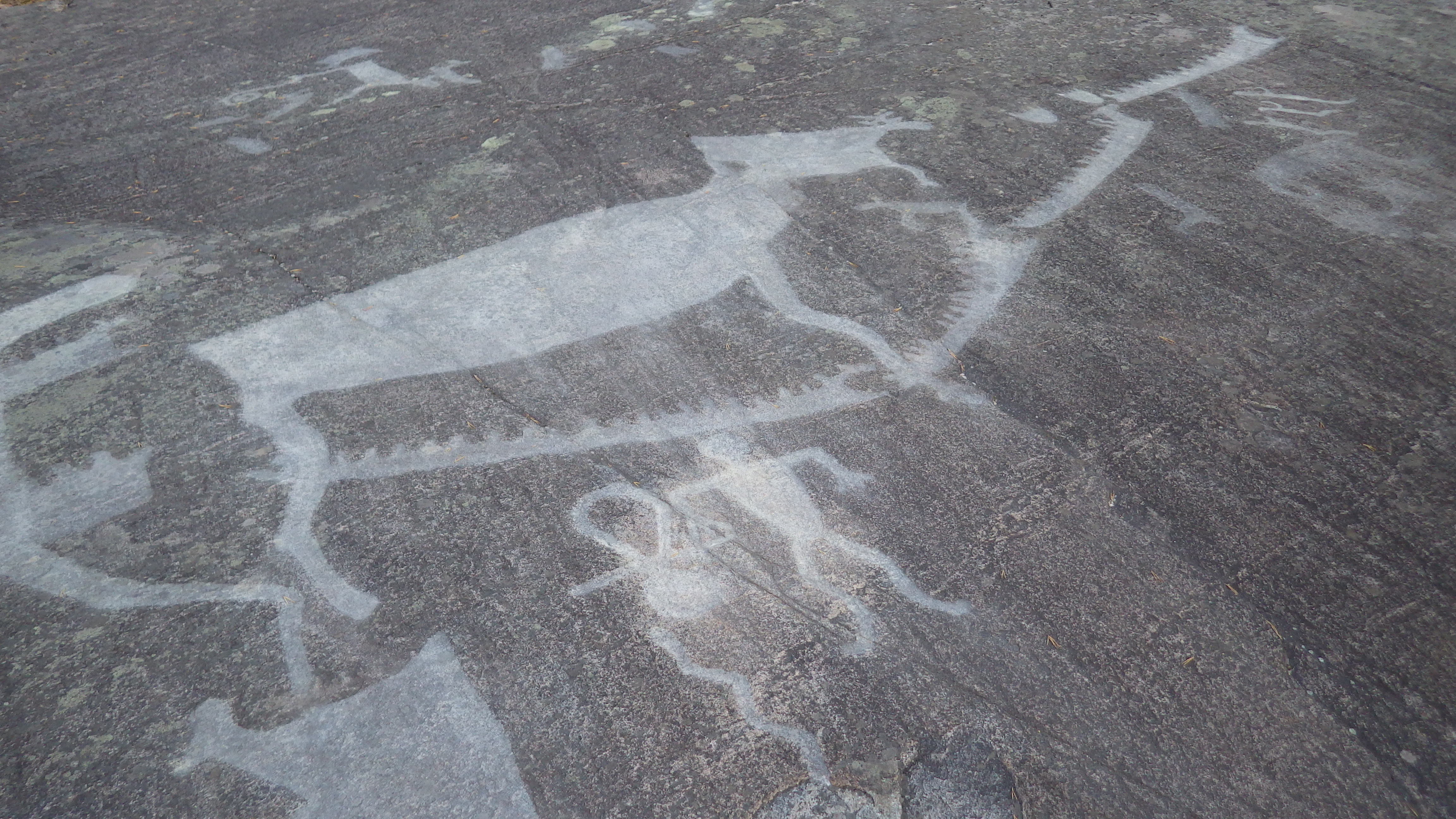